# Rommelspütt
Der Rommelspütt ist seit mindestens 1598 eine Ortslage, die heute in der Innenstadt von Wuppertal-Elberfeld liegt. Ihr Name geht wahrscheinlich auf einen Brunnen oder eine Wasserstelle an dieser Lage zurück; der Sage nach soll es sich um einen Kinderbrunnen gehandelt haben. Der Bereich war zum Ende der Weimarer Republik Schauplatz zahlreicher Auseinandersetzungen zwischen linksgerichteten und nationalsozialistischen Gruppierungen. Heute verläuft hier eine Straße mit gleichem Namen.

## Geschichte

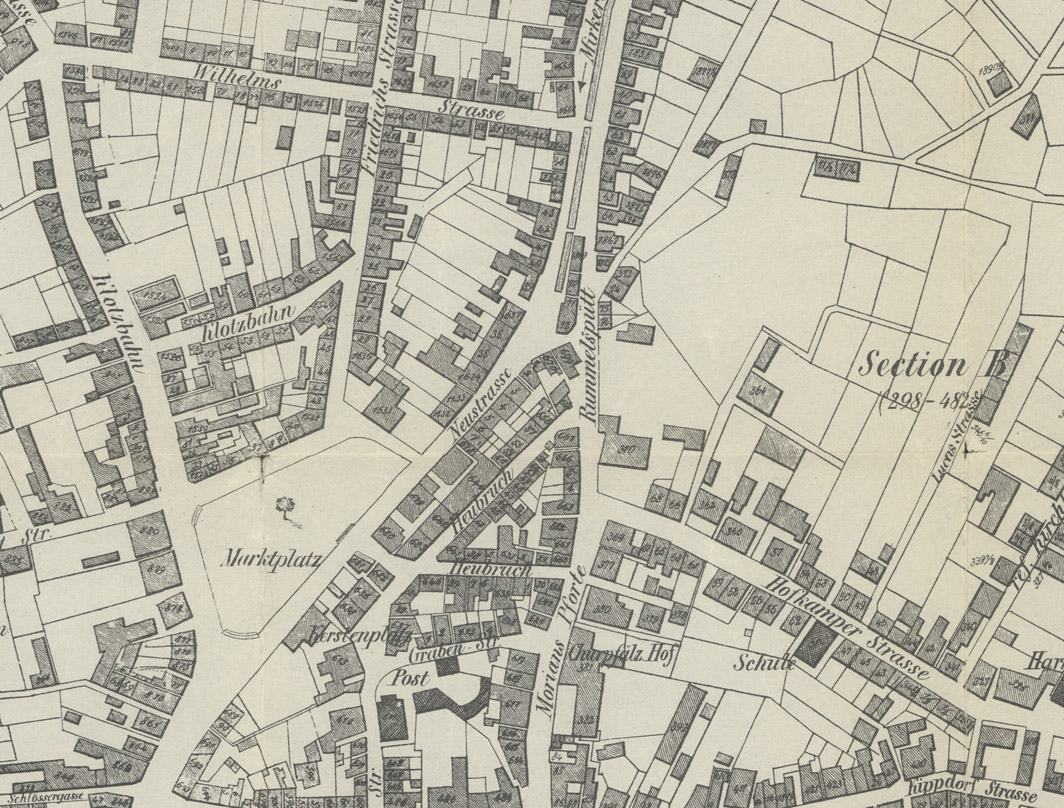
Der Elberfelder Neumarkt auf einer Stadtkarte von 1849. Der ursprünglich als Rommelspütt (Rummelspütt) bezeichnete Ortsbereich befindet sich östlich vom Marktplatz (heute die Straße Gathe zwischen dem Hofkamp und der Robertstraße).

Die älteste Überlieferung der Ortslage Rommelspütt stammt von einem Plan Elberfelds aus dem Jahr 1598, auf dem hier das Haus der Familie Teschemacher eingetragen war. Ab dem 18. Jahrhundert bildeten sich außerhalb des historischen Stadtkerns Elberfelds an der nördlich gelegenen Bachstraße (heute die Gathe) nahe dem Rommelspütt langsam Elendsquartiere heraus. Hier siedelte sich ein wachsendes Proletariat von meist textilverarbeitenden Handwerkern an, deren Lebensbedingungen sich im Zuge der Industrialisierung weiter verschärfen.
Im Frühjahr 1921 wurde der für Elberfeld neugegründete Stab der örtlichen Schutzpolizei in das Hotel Reichshof in der Neustraße, wie die Straße Rommelspütt zu dieser Zeit hieß, verlegt.
In den frühen 1930er Jahren war der Rommelspütt Schauplatz zahlreicher politischer Auseinandersetzungen und Ausschreitungen. Hier, am Fuße des Paradeberges, bestand eine Mischung aus Amüsierkneipen, Bordellen und Lokalen, die den Arbeiterparteien als Treffpunkte oder Versammlungsorte dienten; zudem wohnten an dieser Stelle zahlreiche kommunistisch orientierte Familien. Der Bereich grenzte an das sogenannte Petroliumviertel, den Ölberg, eine weitere Hochburg der Kommunistischen Partei Deutschlands (KPD), und war ein Zentrum des proletarischen Milieus. Hier trafen sich neben Kriminellen, Zuhältern und Prostituierten auch Parteikommunisten, Funktionäre des Kampfbundes gegen den Faschismus und des Jugendverbandes, hinzu kamen KPD-Dissidenten um den „Roten General von Elberfeld“, Alfred Steinhage, der dort eine Stehbierhalle betrieb. Eine Straße weiter hatte die Zeitung der Sozialdemokratischen Partei Deutschlands (SPD) ihr Quartier. Unweit dieses Bereiches lagen auf dem sogenannten „Teppich“ in der Poststraße die „Verkehrslokale“ der Nationalsozialisten und der paramilitärischen Kampforganisation der NSDAP während der Weimarer Republik, der Sturmabteilung (SA). Das Gebiet um den Rommelspütt übte vor allem auf Jugendliche eine „geradezu magische Anziehungskraft aus, die vielleicht nur mit der Faszination der Rummelplätze in den Metropolenstädten vergleichbar war“. Die ersten Demonstrationen auf dem Rommelspütt in Elberfeld endeten 1932 mit einer Vielzahl von eingeschlagenen Fensterscheiben und einer anschließenden Massenfestnahme von 200 Personen. Auch der Aktivist Oswald Laufer beteiligte sich 1932 an einer „Zusammenrottung linksgerichteter Kreise am Rommelspütt“, wie es später im Urteil des Schöffengerichts hieß, als einer der Wortführer von etwa hundert Antifaschisten, die eine kleine Gruppe der SA angriffen und die Wilhelmstraße hinaufjagten. Laufer wurde später wegen Landfriedensbruchs zu vier Monaten Gefängnis verurteilt.
Am Tag nach der Machtergreifung, am 31. Januar 1933, mobilisierte die Wuppertaler NSDAP zu einem Fackelzug, der durch die ganze Talachse ging. Schutzpolizei mit schussbereiten Karibinern war angerückt, um die Straßen abzusperren, besonders den Rommelspütt. Die Mitglieder der anarchistischen Schwarzen Schar und der Jungkommunisten waren zahlenmäßig zu schwach für eine direkte Auseinandersetzung mit den bewaffneten SA-Leuten, so drückten sie mehrere Male vom Rommelspütt bis zur Luisenstraße am Straßenrand jubelnde Sympathisanten in den marschierenden Zug der SA, die anschließend von den SA-Sicherheitskräften verprügelt wurden.
Heute verläuft die Straße Rommelspütt in Elberfeld-Mitte – von der Neumarktstraße ausgehend – in Höhe des Willy-Brandt-Platzes als Fußgängerzone rechts von der neben dem Rathaus einmündenden Friedrichstraße. Nach etwa 50 Metern bergab unterquert sie durch eine Einfahrt eine Gebäudeüberbauung und setzt sich von dort für etwa 20 Meter nach Norden mit einem Zugang zur Morianstraße und für etwa 60 Meter in Richtung Süden zum Hofkamp fort. 2017 wird auf dem Verbindungsweg zwischen der Klotzbahn und Rommelspütt der bisher Fußgängern vorbehaltene Bereich auch für Radfahrer geöffnet werden. Sollte sich das Nebeneinander bewähren, so werden die politischen Gremien abschließend entscheiden.

## Rezeption des Brunnens in Sagen
Etymologisch steht der Flurname Rommelspütt für Rommels-Brunnen, vom lateinischen puteus oder dem italienischen pozzo, oberdeutsch Pütz oder Pfütze.
Nach Friedrich Salomon Krauss hat der Name der Straße seinen Ursprung in einer bergischen Sage:

„In Elberfeld kommen sie [die Kinder] aus dem „Rommelspütt“, [einem Brunnen,] der aber seit einigen Jahren versiegt ist. Im vorigen Jahrhundert gab die Kindbetterin jedem Kinde, das in's Haus kam, um das Neugeborene zu sehen (eine damals allgemeine Sitte), einen Kuchen, eine Bretzel, oder eine andere Kleinigkeit, welche zu diesem Zwecke besonders gebacken wurden. Es hieß dann, die hätte das kleine Kind mitgebracht, als es aus dem Rommelspütt gezogen worden sei. Das nannte man damals dem Kinde „ein Teefgen“ (Zehe) abbeisen [sic]. (Nach der handschriftlichen Chronik von Elberfeld von Merkens.) Die Ansicht, dass die Kinder aus diesem oder jenem Brunnen (Born, Pütz etc.) kämen, ist im Bergischen [Land] sehr verbreitet.“
Bei Otto Schell heißt es:
„Bis vor kurzem sprudelte aus der Mauer, welche das ehemalige Wülfing'sche Grundstück gegen den Rommelspütt hin abschloß, eine Quelle hervor. Aus dieser Quelle wurden in Elberfeld die neugebornen Kinder geholt.“
Olaf Link führte aus:
„Auch existierten zahlreiche Kinderbrunnen, von denen besonders der Rommelspütt in Elberfeld recht bekannt gewesen sein soll. Dass unfruchbare Frauen ‚in den Pötz luren‘ sollten, um gebären zu können, war noch um 1890 ein häufig zu hörender Rat.“
Nach Hans Günther Auch kamen
„...nach uraltem Kinderglauben [...] die kleinen Erdenbürger zu Elberfeld aus dem ‚Rommelspütt‘, jenem geheimnisvollen Brunnen, der am Fuße des Engelnberg ans Licht trat, und aus dessen Tiefe es märchenhaft aufrauschte, wenn ungläubige Knaben sich niederbeugten, um mit großen Augen das Halbdunkel zu durchforschen. [...] Hatte ein Kindlein aus dem Rommelspütt ein Bürgerhaus beglückt, dann kamen mit scheuem Tritt die Knaben und Mädchen aus den benachbarten Häusern, um den kleinen Erdenbürger zu sehen und gleichzeitig eine Bretzel in Empfang zu nehmen.“
Der Volksbrauch wurde von dem „Reformierten Konsortium“ in Elberfeld als Aberglaube bekämpft.

## Literarische Verarbeitung
Otto Hausmann thematisierte den Rommelspütt in seiner Ballade Ritter Arnold von Elverfeldt oder Der Rommelspütt von 1893.